# Es erhub sich ein Streit, BWV 19

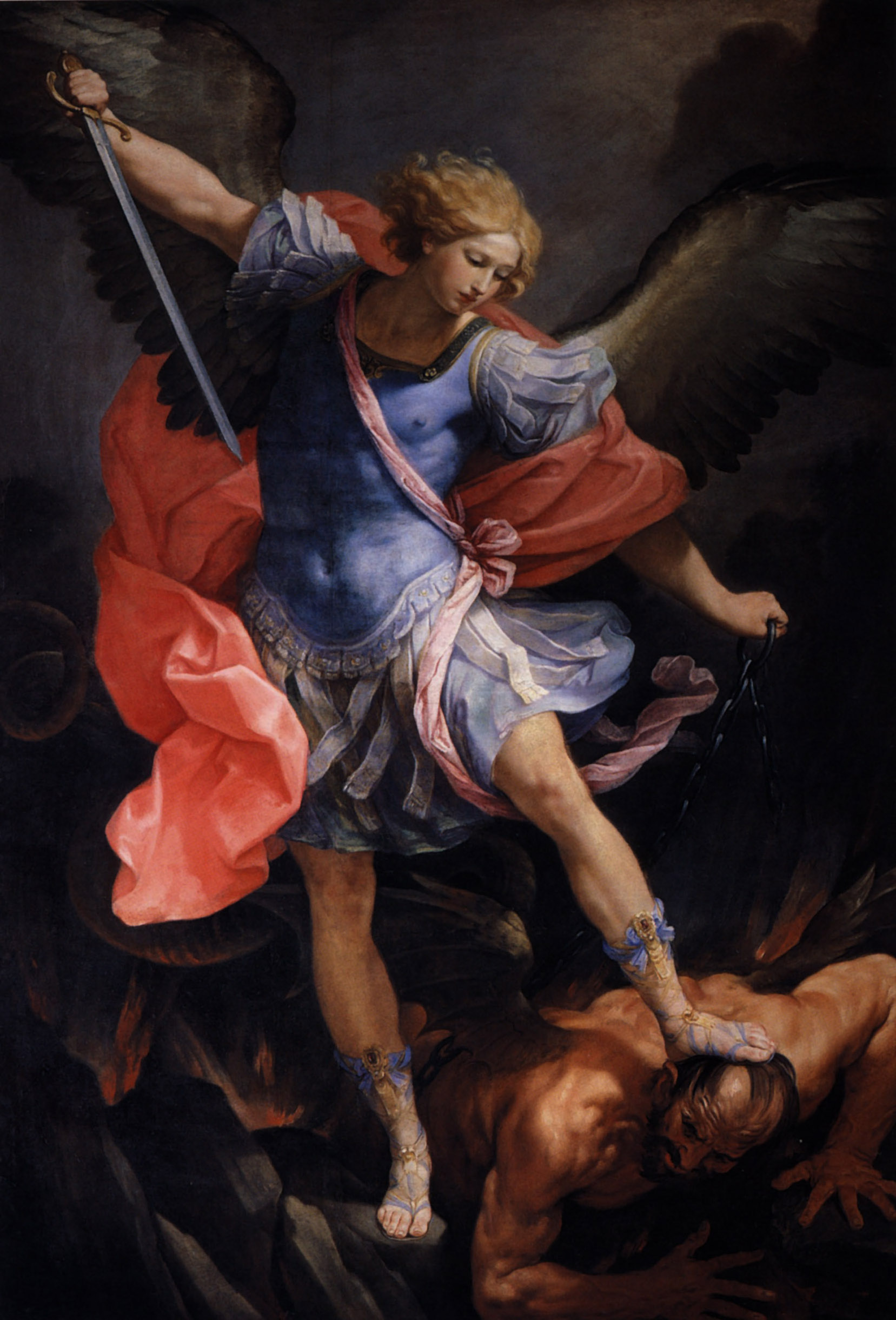
El arcángel Miguel viste una capa militar romana y una coraza en esta representación del de Guido Reni

Es erhub sich ein Streit, BWV 19 (Se entabló una batalla) es una cantata de iglesia escrita por Johann Sebastian Bach en Leipzig para la fiesta de San Miguel y estrenada el 29 de septiembre de 1726.

## Historia
Bach compuso esta obra durante su estancia como Thomaskantor en Leipzig para la fiesta de San Miguel. La cantata fue interpretada por primera vez el 29 de septiembre de 1726.

## Análisis

### Texto
Las lecturas establecidas para ese día eran del Apocalipsis, Miguel luchando contra el dragón (Apocalipsis 12:7-12), y del evangelio según San Mateo, el cielo es de los niños, los ángeles ven el rostro de Dios (Mateo 18:1-11).
El texto de la cantata fue escrito por Christian Friedrich Henrici (Picander), a excepción del versículo 7, cuyo autor fue Christoph Demantius. El tema del coral es "Freu dich sehr, o meine Seele", que fue codificado por Louis Bourgeois cuando arregló el Salmo 42 en su colección Pseaumes octante trios de David (Ginebra, 1551). Parece que Bourgeois estuvo influenciado por la canción profana "Ne l'oseray je dire" recogida en el Manuscrit de Bayeux que fue publicado hacia 1510.

### Instrumentación
La obra está escrita para tres solistas vocales (soprano, tenor y bajo) y un coro a cuatro voces; tres trompas, timbales,  dos oboes, oboe da caccia, dos oboes d'amore, dos violines, viola y bajo continuo. Tradicionalmente en Leipzig, en la época de Bach, las celebraciones de la fiesta de San Miguel requerían una orquesta más amplia. Todas las cantatas de Bach completas conocidas que fueron escritas para esta ocasión incluyen trompeta y timbales.

### Estructura
Consta de siete movimientos.
1. Coro: Es erhub sich ein Streit
2. Recitativo (bajo): Gottlob! der Drache liegt
3. Aria (soprano): Gott schickt uns Mahanaim zu
4. Recitativo (tenor): Was ist der schnöde Mensch, das Erdenkind?
5. Aria (tenor) & coral: Bleibt, ihr Engel, bleibt bei mir!
6. Recitativo (soprano): Laßt uns das Angesich
7. Coral: Laß dein' Engel mit mir fahren

Como ocurre con otras cantatas de Bach escritas para la Fiesta de San Miguel, esta obra comienza con un "imponente" coro. La sección inicial y final de este movimiento da capo se centra en una sola línea de texto que describe la batalla contra las fuerzas del mal. La sección central aborda las restantes cinco líneas del texto. El movimiento no incluye introducción instrumental, produciendo un "efecto dramático inmediato". Craig Smith indica que "el tema de la fuga que va saltando con gran energía es la ilustración perfecta de la lucha heroica".
El recitativo para bajo en mi menor describe la importancia de la victoria sobre Satán, pero destila una atmósfera sombría, sugiriendo las continuas dificultades de la humanidad. El tercer movimiento es un aria para soprano con oboes obbligato, "un oasis de tranquilidad protectora" en modo mayor. No obstante, los elementos de la música perturban la paz transmitida por el texto: el ritornello extendido empieza con un "extraño fraseo de tres compases", que conduce a un pasaje de ímpetu permanente entre los dos oboes.
El recitativo para tenor se encuentra de nuevo en modo menor, esta vez para describir la fragilidad del hombre. Este movimiento nos lleva hacia una impresionante aria de tenor, que describe una respuesta personal al texto. El aria es el movimiento más largo de la cantata, representando un tercio de la duración total de la obra. La trompeta interpreta la melodía completa del coral "Herzlich lieb hab ich dich, o Herr", probablemente con la tercera estrofa que menciona ángeles en mente, con un ritmo siciliano en la cuerda y el continuo. El penúltimo movimiento es un breve recitativo secco para soprano que vuelve al modo mayor para preparar el coral de cierre. El coral transmite la sensación de un minué, aunque existe cierta tensión a causa de la longitud cambiante de las frases empleadas por la melodía.

## Discografía selecta
De esta pieza se han realizado una serie de grabaciones entre las que destacan las siguientes.
- 1951 – J.S. Bach: Cantatas BWV 6 & 19. Hans Grischkat, Stuttgart Choral Society, Bach-Orchester Stuttgart (Renaissance)
- 1952 – J.S. Bach: Cantatas BWV 1 & 19. Fritz Lehmann, Berliner Motettenchor, Berliner Philharmoniker (American Decca / DG)
- 1971 – Die Bach Kantate Vol. 18. Helmuth Rilling, Gächinger Kantorei, Bach-Collegium Stuttgart (Hänssler)
- 1964 – Bach Cantatas: Vol. 2. Fritz Werner, Heinrich-Schütz-Chor Heilbronn, Pforzheim Chamber Orchestra (Erato)
- 2000 – Bach Edition Vol. 21: Cantatas Vol. 12. Pieter Jan Leusink, Holland Boys Choir, Netherlands Bach Collegium (Brilliant Classics)
- 2000 – Bach Cantatas Vol. 7. John Eliot Gardiner, Monteverdi Choir, English Baroque Soloists (Soli Deo Gloria)
- 2003 – J.S. Bach: Complete Cantatas Vol. 17. Ton Koopman, Amsterdam Baroque Orchestra & Choir (Antoine Marchand)